# Ace Combat
Ace Combat (エースコンバット; Hepburn: Ēsu Konbatto; gyakran ACE COMBAT-ként stilizálva) játéktermi stílusú harcirepülő-szimulátor videójáték-sorozat, melyet a Project Aces belsős fejlesztőstúdió fejleszt és a Bandai Namco Entertainment jelentet meg. A sorozat a gyors akcióra és a drámai cselekményszálakra helyezi a hangsúlyt, és az egyik legsikeresebb harcirepülő-szimulátor sorozatok egyike.
A franchise legtöbb játéka egyazon kitalált univerzumban játszódik, melyben valós területekről, eseményekről és háborúkról lazán alapuló országok találhatóak. A sorozat egyik legfőbb húzóereje széles harcirepülőgép-flotta irányítása, melyek között modern kori gépek pontos vagy kissé módosított példányai, harcokban sosem bevetett prototípusok, illetve teljesen kitalált szuperfegyverek is helyet kapnak. A fejlesztők a sorozat régi rajongóit a játékok folytonosságra tett kis utalásokkal jutalmazzák, így az egyik játék bizonyos szereplőire és eseményeire egy másik játékban utalást tehetnek.
A sorozat első három játéka – Air Combat, Ace Combat 2 és Ace Combat 3: Electrosphere – a Sony PlayStation videójáték-konzolján jelent meg. Ezeket három újabb cím (Ace Combat 04: Shattered Skies, Ace Combat 5: The Unsung War és Ace Combat Zero: The Belkan War) követett PlayStation 2-rendszeren, majd egy Game Boy Advance kézikonzolon (Ace Combat Advance), illetve kettő PlayStation Portable kézikonzolon (Ace Combat X: Skies of Deception és Ace Combat: Joint Assault). Egy-egy játék jelent meg Xbox 360 (Ace Combat 6: Fires of Liberation) és iOS platformokra (Ace Combat Xi: Skies of Incursion). Ezeket az Ace Combat: Assault Horizon követte, melyet PlayStation 3, Xbox 360 és Microsoft Windows platformokra jelentettek meg, így ez lett a sorozat első multiplatform játéka. Az Ace Combat: Assault Horizon Legacy 2011-ben jelent meg Nintendo 3DS kézikonzolra, felújított változata pedig Ace Combat: Assault Horizon Legacy Plus címen 2015-ben. 2011-ben Ace Combat: Northern Wings címmel egy mobiltelefonos játék is megjelent. 2013-ban bejelentették az Ace Combat Infinityt, a sorozat első free-to-play játékát, amely 2014-ben jelent meg kizárólag PlayStation 3-ra. 2015. december 5-én bejelentették a sorozat következő főjátékát, az Ace Combat 7-et, mely 2017 folyamán fog megjelenni PlayStation 4-re.

## Videójátékok

### Főjátékok
A sorozat főjátékai a Strangereal-univerzumban játszódó konzoljátékok.
| Cím                               | Platform                       | Év   | Eladások             | Metacritic           |
| --------------------------------- | ------------------------------ | ---- | -------------------- | -------------------- |
| Air Combat                        | PlayStation                    | 1995 | 2 230 000            | N/A                  |
| Ace Combat 2                      | PlayStation                    | 1997 | 1 092 000            | 83                   |
| Ace Combat 3: Electrosphere       | PlayStation                    | 1999 | 1 164 000            | N/A                  |
| Ace Combat 04: Shattered Skies    | PlayStation 2                  | 2001 | 2 640 000            | 89                   |
| Ace Combat 5: The Unsung War      | PlayStation 2                  | 2004 | 1 802 000            | 84                   |
| Ace Combat Zero: The Belkan War   | PlayStation 2                  | 2006 | 792 000              | 75                   |
| Ace Combat 6: Fires of Liberation | Xbox 360                       | 2007 | 700 000              | 80                   |
| Ace Combat 7: Skies Unknown       | PlayStation 4 Xbox One Windows | 2018 | (még nem jelent meg) | (még nem jelent meg) |

### Másodlagos játékok
A sorozat másodlagos játékai a Strangereal-univerzumban játszódó kézikonzolos-játékok.
| Cím                                     | Platform                       | Év   | Eladások | Metacritic                                                         |
| --------------------------------------- | ------------------------------ | ---- | -------- | ------------------------------------------------------------------ |
| Ace Combat Advance                      | Game Boy Advance               | 2005 | 100 000  | 56                                                                 |
| Ace Combat X: Skies of Deception        | PlayStation Portable           | 2006 | 476 000  | 75                                                                 |
| Ace Combat Xi: Skies of Incursion       | iOS                            | 2009 | N/A      | 61                                                                 |
| Ace Combat: Assault Horizon Legacy      | Nintendo 3DS                   | 2011 | N/A      | 71                                                                 |
| Ace Combat: Assault Horizon Legacy Plus | Nintendo 3DS, New Nintendo 3DS | 2015 | N/A      | 63 Archiválva 2016. szeptember 23-i dátummal a Wayback Machine-ben |

### Spin-off-játékok
A sorozat spin-off-játékai saját univerzumukban játszódnak. Ez általánosságban azt jelenti, hogy a Földhöz sokkal jobban hasonlító helyen játszódnak, vagy nem veszik figyelembe az elődeik által felállított Strangereal folytonosságát.
| Cím                         | Platform                                      | Év             | Eladások       | Metacritic     |
| --------------------------- | --------------------------------------------- | -------------- | -------------- | -------------- |
| Ace Combat: Joint Assault   | PlayStation Portable                          | 2010           | N/A            | 71             |
| Ace Combat: Assault Horizon | PlayStation 3 / Xbox 360 Windows (Steam) Ouya | 2011 2013 2014 | 1 070 000+ N/A | 77 / 78 77 N/A |
| Ace Combat: Northern Wings  | mobiltelefonok (Java Platform, Micro Edition) | 2011           | N/A            | N/A            |
| Ace Combat Infinity         | PlayStation 3                                 | 2014           | (free-to-play) | 54             |